# Museo delle genti d'Abruzzo
Il Museo delle genti d'Abruzzo è un museo di Pescara.

## Storia
Il museo ha sede nei locali della caserma di fanteria della Fortezza di Pescara, costruita nel corso del XVI secolo; la caserma è nota come Bagno borbonico e si trova in via delle Caserme. Il museo nacque nel 1973 e consisteva di due raccolte ospitate per alcuni anni nel piano inferiore del Museo casa natale Gabriele D'Annunzio. Nel 1982 il patrimonio storico venne donato al comune di Pescara che inaugurò la nuova sede espositiva con il nome "Museo delle Genti d'Abruzzo".

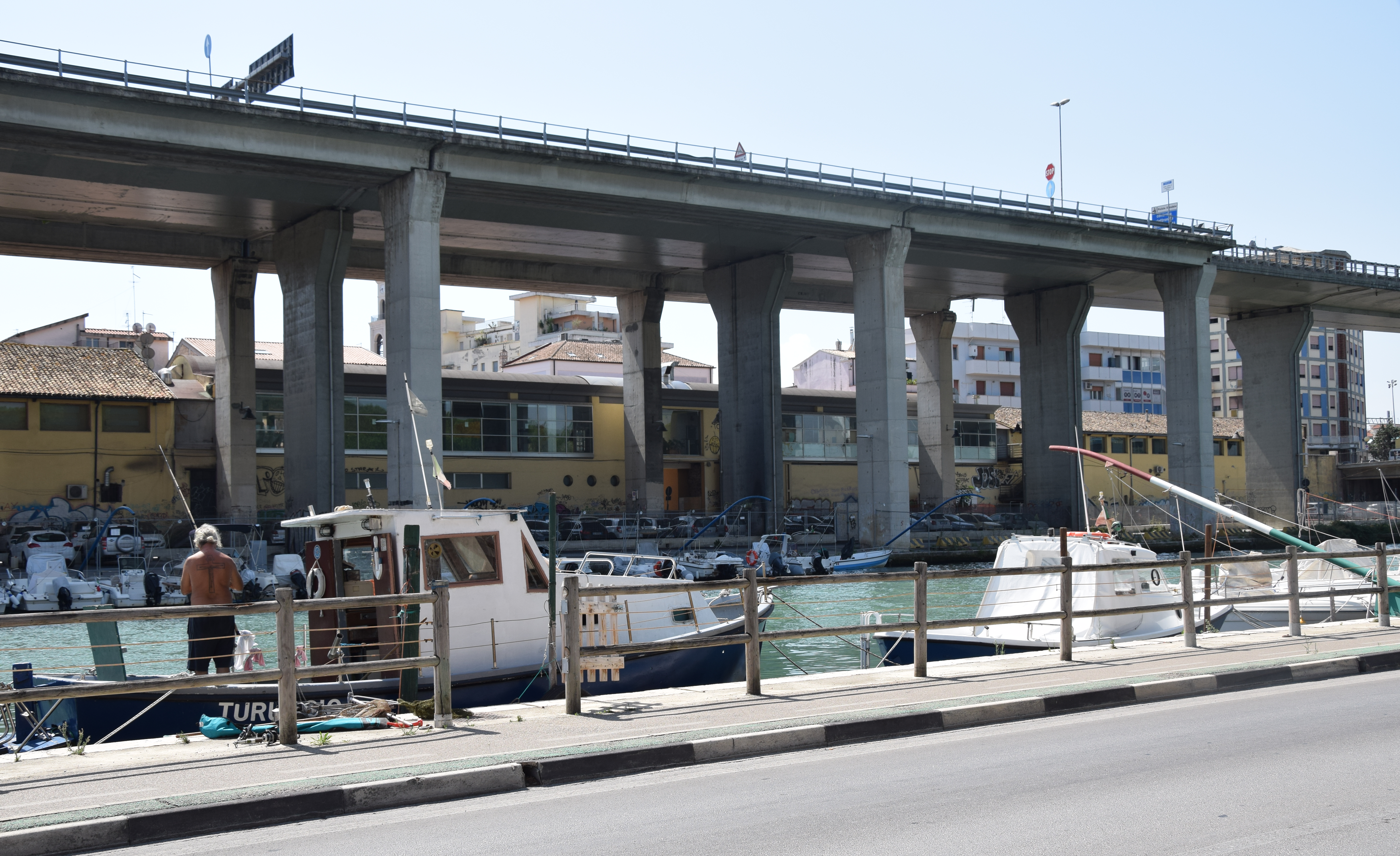
L'affaccio sul fiume della struttura

Nei primi anni 2000 è stato costruito l'ingresso del museo in via delle Caserme che ricalca l'arco romanico della porta maggiore, distrutto durante la seconda guerra mondiale ed è stato realizzato il Caffè letterario; prima del bombardamento del 1943, questo grande arco, ora punto di accesso dal fiume, era l'unico elemento superstite delle antiche porte della fortezza.

## Interno
All'interno sono contenuti reperti e testimonianze della vita abruzzese, dalla Preistoria alla Rivoluzione Industriale.

### Piano inferiore
Di interesse, posto accanto all'atrio con la biglietteria, perché ripropone un piccolo museo dell'antica fortezza spagnola o "Real Piazza di Pescara", trasformata poi (la parte di via delle Caserme) in bagno penale durante i Borbone. Le sale visibili mostrano antiche carceri usate per i prigionieri politici avversi ai Borbone, tra questi anche Clemente de Caesaris liberale e patriota abruzzese. Le sale sono molto semplici, voltate a botte, con alcuni cannoni d'epoca conservati, delle riproduzioni della pianta dell'antica fortezza di pescara, i cui bastioni sono stati demoliti o interrati per far sviluppare la città.
Una parte del pavimento è stata scavata per mostrare come l'antico abitato di Aterno o Portanuova sia stato costantemente rifortificato nei secoli, dai Bizantini ai Normanni, fino ai Caldora, lasciando anche tracce dell'antico abitato romano, con tracce di mosaici sottoterra.

### Sala I
“Antonio Mario Radmilli” L'Archeologia dalla Preistoria al Medioevo

Contiene tracce dell'uomo preistorico in Abruzzo (utensili, vasellame, tombe,...) e dell'età antica (armature, armi, ferro,...).
I reperti più antichi risalgono a 100.000 anni fa, rinvenuti presso varie aree archeologiche dell'Abruzzo, principalmente in grotte alle falde della Maiella e del Gran Sasso, come la grotta dei Piccioni di Bolognano, la grotta di Montebello di Bertona, o l'area archeologica di contrada Svolte di Popoli. La sala ricostruire il periodo del Neolitico abruzzese, in cui l'uomo inizia a smettere di abitare nelle grotte, che vengono usate piuttosto come cripte e sepolcri, e a praticare l'agricoltura e l'allevamento; di questo periodo si conservano molti utensili per il lavoro in campagna; infine passando all'era del Metallo e poi degli Italici, si conservano dei corredi funebri, dei sepolcri e degli scheletri rinvenuti nei dintorni di Penne (PE), e tra questi corredi figurano oggetti domestici, ma anche armi e corazze per gli uomini, testimoniando l'evoluzione di questa arte, influenzata dai romani e dai greci.

### Sala II
Sacralità delle grotte e continuità dei luoghi di culto
Contiene la riproduzione di una grotta, con reperti delle credenze preistoriche, barbare e cristiane.
Nella sala si ricostruisce la storia del culto cristiano che ha soppiantato quello italico.romano nella grotta dei Piccioni di Bolognano, essendo stati trovati oggetti risalenti all'VIII secolo, come vasi; il pezzo forte della collezione è la statua medievale di San Michele arcangelo, proveniente dall'eremo di Sant'Angelo a Lettomanoppello; Sant'Angelo divenne all'epoca longobarda il santo per eccellenza in Abruzzi, cui venivano dedicate chiese, ma anche statue, grotte; e la sala ricostruisce infatti con pannelli espositivi i culti votivi più ancestrali dedicati al santo in Abruzzo, come il rito dello sfregarsi sulla roccia acquifera dell'eremo di San Michele a Liscia (CH), o l'eremo di Sant'Onofrio in Serramonacesca (PE).

### Sala III
Continuità dei riti sacri e della Cultura Materiale

È incentrata sul tema della continuità (degli oggetti d'uso, delle magie e dei riti, delle forme e dei decori, dei culti e delle feste tradizionali) nei secoli in Abruzzo.
Il materiale rinvenuto nelle varie chiese tardo longobarde della Val Pescara, risale sempre al VIII-IX secolo; il pezzo forte è una scatoletta in legno votiva, con vari fregi stilizzati di elementi geometrici e vegetali, tra cui una specie di cuore, utilizzato come logo del Museo delle Genti d'Abruzzo; tra questi motivi compare anche il prototipo del gioiello abruzzese della Presentosa. Altri pannelli espositivi mostrano altre feste dedicate al culto della "rigenerazione" in Abruzzo, sempre dedicati al Santo Michele, come i fuochi di fine settembre, i falò, ma anche riti sacri del fuoco che in qualche maniera i collegano agli antichi riti pagani della purificazione, come le Farchie di Fara Filiorum Petri; per il periodo della Quaresima, la sala mostra dei dolci tipici abruzzesi che si preparano per la Pasqua, come le pupe, i cavalli, e altre figure antropomorfe o animali a seconda della provincia di appartenenza.

### Sala IV
Il Pastore e il suo Corredo

Contiene una riproduzione stilizzata di un gregge di pecore e alcuni oggetti che il pastore creava durante le sue giornate di lavoro.
Sono interessanti delle ricostruzioni del tipico ambiente pastorale, in un piano di montagna, come Campo Imperatore, con manichini che ritraggono i pastori nel loro costume, le pecore, gli stazzi, le capanne di pietra a tholos. Interessanti sono strumenti in legno fabbricati dai pastori, a testimonianza della loro arte di artigiani, oltre quella di guidatori di greggi lungo i tratturi; si conservano sgabelli da mungitura, scatole di rasoio, da toeletta, zampogne e ciaramelle; questi oggetti insieme 
agli scritti su quaderno,  appartengono  al poeta pastore abruzzese Francesco Giuliani detto "Cicche ru Cuaprare", e testimoniano, nella decorazione a rilievo e incisione sul legno, con motivi vegetali, geometrici e animali, come i pastori non fossero semplici contadini viaggiatori, ma artigiani che sapevano manifestare anche una certa originalità nell'arte,
Ulteriore conferma di questa arte, come testimoniano anche degli storici e dei folkloristi quali De Nino, Finamore, Pansa, sta nel fatto che i pastori dal XVI-XVII secolo nelle loro riunioni sui tratturi si intrattenevano raccontando o componendo dei poemi cavallereschi sulle imprese di Carlo Magno e dei Paladini,o di Orlando dal poema di Ariosto, o ricordano le imprese di Goffredo d'Altavilla e Tancredi nel poema di Torquato Tasso. La sala del museo conserva dei diari personali di pastori che contengono dei poemetti, ma anche poesie originali in dialetto e in lingua. L'attività poetica dei pastori è molto documentata nella Valle del Sagittario, da cui è giunto anche un poema cavalleresco sulle imprese di Carlo Magno, del mago Pietro Bailardo e della Maga Angelica, oggi inedito.

### Sala V
La capanna in Pietra a Secco. Transumanza, insediamenti, e produzione della lana.

Racconta attraverso alcuni pannelli e alcuni oggetti, della storia della pastorizia e della transumanza nei secoli.
Sono mostrate ricostruzioni di capanne di pietra a tholos, pietre incastrate tra loro in modo da comporre un rozzo rifugio per la notte; molte di queste capannette si trovano nei pressi di Abbateggio e Bolognano nella Val Pescara; di interesse si conservano anche dei diplomi di concessione di terreni pugliesi in affitto ai pastori, firmati dal re Ferdinando II delle Due Sicilie, dato che i pastori abruzzesi nel viaggio dall'Aquila a Foggia spesso dovevano sostare in terreni non di loro proprietà.

### Sala VI
I ricoveri, gli stazzi e la produzione del formaggio.

Contiene una riproduzione della capanna in pietra a secco, tipica abruzzese (detta “tholos”) e del suo arredo tipico.
Molti strumenti esposti, come "lu callàre" (il caldaio), mostrano come i pastori cucinassero nei periodi di transumanza, nelle aree di sosta degli stazzi.

### Sala VII
Il grano: dal seme alla farina.

È dedicata all'attività nei campi legata al grano, spiegando, attraverso oggetti e pannelli, le varie fasi di lavorazione (Semina e Aratura, Mietitura e Trebbiatura, Ventilazione e Pulitura del grano) e della vita dei contadini nei campi.

### Sala VIII
Dall'oliveto all'olio.

Contiene i mezzi di trasporto per lo spostamento delle merci su terra (animali e trasporto a mano), e la raccolta delle olive.

### Sala IX
La vite e il vino.

Racconta delle tradizioni legate al vino e alla vite, e anche alle tradizioni abruzzesi legate al maiale. Molti pannelli espositivi sono d'aiuto nel mostrare come, soprattutto anni fa, il maiale fosse per i contadini come vera fonte di ricchezza, e delle ricorrenze nell'anno in cui il maiale veniva ammazzato, macellato e cotto, soprattutto per la festa di Sant'Antonio abate.

### Sala X
La casa: arredo, struttura e vita domestica.

Spiega com'era la casa tipica contadina abruzzese.
La sala è molto interessante per le fotografie d'epoca di alcune masserie di campagna, nonché per la ricostruzione di un vero e proprio ambiente interno rurale abruzzese, con la cucina al piano terra, con tutti gli utensili, e il primo piano usato come area toelettatura e camera da letto. Leggendo anche gli usi e costumi abruzzesi di De Nino e le Tradizioni popolari abruzzesi di Finamore , si evince come nella campagna, per l'esiguità dello spazio, ogni centimetro delle mura fosse occupato da oggetti utili per la vita quotidiana, dato che soprattutto la donna rimaneva in casa a rassettare, a preparare il pranzo e la cena per il marito che andava a caccia o coltivava la terra.

### Sala XI
Il lino e la lana: Produzione, Filatura e Tessitura.

Contiene alcune macchine tradizionali e attraverso alcuni pannelli spiega la lavorazione di questi due tessuti animali.

### Sala XII
Vesti e Ornamenti: dal quotidiano al cerimoniale.

È presente un'esposizione di vestiti tradizionali abruzzesi.Il percorso parte dalle testimonianze più antiche del XVI-XVII secolo, fino al primo Novecento. Sono riproposti i costumi tipici abruzzesi, soprattutto delle donne, prendendo ispirazione dalla collezione più ampia del Museo del costume abruzzese di Sulmona (AQ), come i modelli del costume di Scanno, di Pettorano sul Gizio, di Introdacqua per citare i più famosi; viene proposto una copia del costume abruzzese tessuto dalle donne di Pescocostanzo per la duchessa Margherita d'Austria, signora di alcuni feudi abruzzesi.
I pannelli spiegano i corredi tipici delle donne, in occasione del matrimonio, della Settimana Santa, per un funerale, per una nascita, per l'uso quotidiano; inoltre delle stampe settecentesche, alcune delle quali prese dal Museo del costume abruzzese di Sulmona, illustrano la catalogazione dei diversi costumi sia per uomini che per donne, per ciascun comune dell'attuale Abruzzo, dalla provincia dell'Aquila a quella di Chieti e Teramo. In seguito si mostra il gioiello tipico del matrimonio abruzzese, la Presentosa che si prepara nei paesi della Maiella e della valle del Sagittario, gli anelli detti "manucce", per poi passare a vestiti più sobri per uomini e donne nei primi del Novecento, caratterizzati dal bianco e dal nero.

### Sala XIII
La maiolica.

Contiene un'esposizione di maioliche tipiche abruzzesi, spiegando la lavorazione e i produttori più famosi in Abruzzo.Molti pezzi provengono dalla Collezione di Raffaele Paparella Treccia, e dal Museo delle ceramiche di villa Urania a Pescara, tuttavia anche da collezioni private di Castelli, Anversa degli Abruzzi, Rapino e Torre de' Passeri. Alcuni pezzi sono di notevole importanza, provenienti dalle stesse botteghe dei Grue e dei Gentili di Castelli, altri da Fedele Cappelletti e dalla famiglia Vitacolonna di Rapino, mostrano una cromatura diversa da quella più viva e accesa di Castelli; le ceramiche di Anversa e Torre de' Passeri invece si caratterizzano per la tonalità del blu sopra il bianco della vernice porcellanata.

## Biblioteca delle Genti d'Abruzzo e Biblioteca "Vittoria Colonna"
Si trova presso la vecchia fortezza borbonica di via delle Caserme, all'interno del Museo delle Genti d'Abruzzo. La biblioteca costituisce un complemento alle attività dell'ente ed alle sue ricerche, oltre che uno strumento per gli utenti interessati alle tematiche del museo dedicato alla storia culturale-sociale dell'Abruzzo. Essa si divide nella sezione delle Genti d'Abruzzo e nella sezione civica "Vittoria Colonna". La prima consta di 4000 documenti tra volumi, riviste e opuscoli, specializzata in abruzzesistica: etnografia, protostoria, storia locale, pastorizia, transumanza, tradizioni varie; la seconda sezione possiede l'archivio storico "Giovanni Pansa", e raccoglie testi di storia dell'arte locale. 
Il fondo dedicato al medico sulmonese Giovanni Pansa è stato istituito nel 1978, trasferito nel Museo nel 1988, e contiene numerosi documenti storici importanti per la storia locale abruzzese, specialmente del distretto di Penne. Il Fondo consta di 2300 volumi, 3100 opuscoli e nutrita collezione di cataloghi di aste numismatiche e vendite d'arte delle principali case d'asta italiane e straniere, 60 testate di riviste di fine '800 e inizio '900. Tra i volumi si segnalano 44 "cinquecetine", circa 1300 edizioni del '600,'700,'800, 14 manoscritti sulla storia regionale.